# Lilla Klintegårde
Lilla Klintegårde är en bebyggelse norr om Visby på Gotland. 2015 avgränsade SCB en småort för området, som dock avregistrerades vid avgränsningen 2023